# Centro Galego de Arte Contemporânea
O Centro Galego de Arte Contemporânea (CGAC) é um museu com sede em Santiago de Compostela, Galiza, Espanha, que tem como fim fomentar a cultura na Galiza mediante a exibição, deleite e conhecimento das tendências e correntes da criação artística contemporânea.

## A instituição

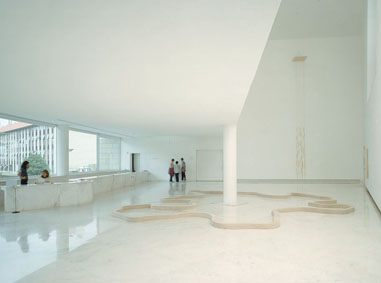
Exposição de Jürgen Partenheimer no CGAC em 1999.

O CGAC criou-se ao amparo do artigo 27.19º do Estatuto de Autonomia de Galiza e mediante o Decreto 308/1989. Foi inaugurado  em 1993, com uma exposição antológica de Maruja Mallo, e conta com programação estável desde 1995.
Tem como objetivos e funções principais os seguintes:
1. Promover o conhecimento e o acesso do público à arte contemporânea;
2. Garantir a proteção, conservação e restauração das obras artísticas que o integram;
3. Exibir coleções para sua contemplação e estudo;
4. Desenvolver programas de exposições temporárias de arte contemporânea;
5. Fomentar o acesso às coleções dos visitantes;
6. Configurar um fundo bibliográfico e documental;
7. Desenvolver as atividades didáticas respeito aos seus conteúdos;
8. Estudo e ditames técnicos que lhes sejam requeridos;
9. Formação e aperfeiçoamento de pessoal especializado em arte contemporânea;
10. Desenvolver os programas de pesquisa e elaborar e publicar catálogos e monografias;
11. Estabelecer relações de cooperação e colaboração com outras instituições;
12. Desenvolver ações conjuntas com outras entidades.

Sua coleção de arte contemporânea está composta pelos fundos da Junta da Galiza, pelos fundos que adquiriu o próprio centro, e os procedentes de depósitos ou doações. Destaca-se sua inclusão de obras de artistas galegos em contínuo diálogo com a criação artística do restante do estado e a do âmbito internacional.
Em nossos dias sua regulamentação está dirigida pelos seguintes órgãos reitores:
1. O padroado;
2. A Direção do Centro;
3. A gerência.

A Direção do Centro Galego de Arte Contemporânea foi exercida desde sua fundação pelas seguintes pessoas:
- Antón Pulido Nóvoa;
- Gloria Moure Cao;
- Miguel Fernández-Cid Enríquez.
- A  21 de novembro de 2005, a Conselharia de Cultura e Desporto da Junta da Galiza, apresentou em entrevista coletiva ao novo diretor do CGAC, responsabilidade que se outorga a Manuel Olveira Paz.

Pertence em nossos dias à estrutura orgânica da Conselharia de Cultura e Desporto da Junta da Galiza. Seu horário de funcionamento é de terça-feira a domingo de 11 horas a 20 horas. A entrada é gratuita.

## O edifício

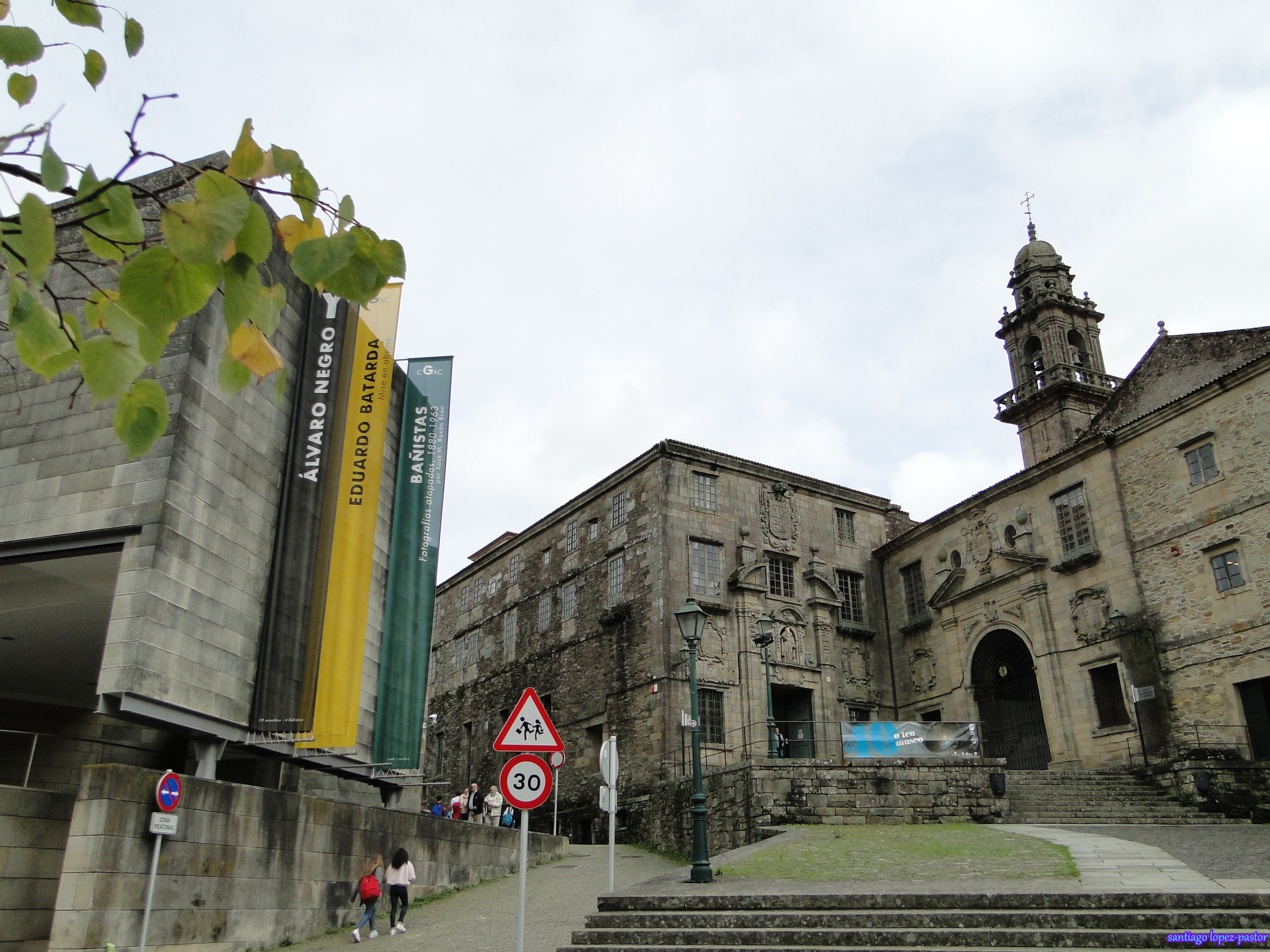
O Centro Galego de Arte Contemporânea (esquerda) e o Museu do Povo Galego (direita).

Encontra-se no limite da cidade monumental de Santiago de Compostela, em um espaço no qual compartilha vizinhança do convento de São Domingos de Bonaval, onde se encontra o Panteão de Galegos Ilustres e o Museu do Povo Galego. Além disso, a recuperação do parque de São Domingos, no espaço contíguo ao Centro Galego de Arte Contemporânea, respeita a distribuição da antiga horta do convento, com a sequência de socalcos como uma solução para o aproveitamento do desnível do terreno para a utilização agrícola.
Desenhado pelo arquiteto português Álvaro Siza Vieira (Matosinhos, 1933), veio resolver a posta em valor de uma parte de Santiago de Compostela degradada há alguns anos quando se abriu a Rua Valle Inclán, feito que desarticulou o equilíbrio do conjunto histórico da zona.
A construção é respeitosa com o entorno e vem complementar os espaços arquitetônicos gerados pelas fachadas do convento e a Igreja de São Domingos de Bonaval, e ao, mesmo tempo, aporta uma nova fachada à nova rua.
A estrutura do seu interior como um grande espaço, onde os jogos de volumes das salas, os pequenos detalhes escultóricos do terraço ou a presença da luz exterior, fazem do conjunto um capricho para que o visitante deguste em cada passo pelo seu interior. Conta com várias salas de exposições permanentes e temporárias, oficinas, auditório, biblioteca, cafeteria como de uso público, e a zona de escritórios de uso dos serviços administrativos do Centro.
Salientar a sala denominada "duplo espaço", entre o piso térreo e a planta de exposição permanente, seu vestíbulo de recepção e distribuição e o terraço. Todas vão surpreendendo o visitante pela singularidade e ao mesmo tempo por se ir conectando umas com as outras, como num mágico labirinto.
Os materiais empregados na construção respeitam os próprios e definidores da cidade de Santiago de Compostela, pedra e vidro nas fachadas, e no interior mármore e madeira. A adequação ao lugar onde se constrói e ao seu clima, junto a correição com o entorno, são as máximas desenvolvidas pelo arquiteto na preparação deste projeto.